# مايو 2005
مايو 2005 هو الشهر الخامس من عام 2005. بدأ الشهر يوم الأحد، وانتهى يوم الثلاثاء بعد 31 يومًا.

## بوابة:أحداث جارية
|  |  |